# Pedicularis furfuracea
Pedicularis furfuracea är en snyltrotsväxtart som beskrevs av Nathaniel Wallich och George Bentham. Pedicularis furfuracea ingår i släktet spiror, och familjen snyltrotsväxter. Inga underarter finns listade i Catalogue of Life.